# Білогородські оборонні вали
Білогородські оборонні вали — об'єкт культурної спадщини національного значення «Городище літописного міста Білгород і могильник».

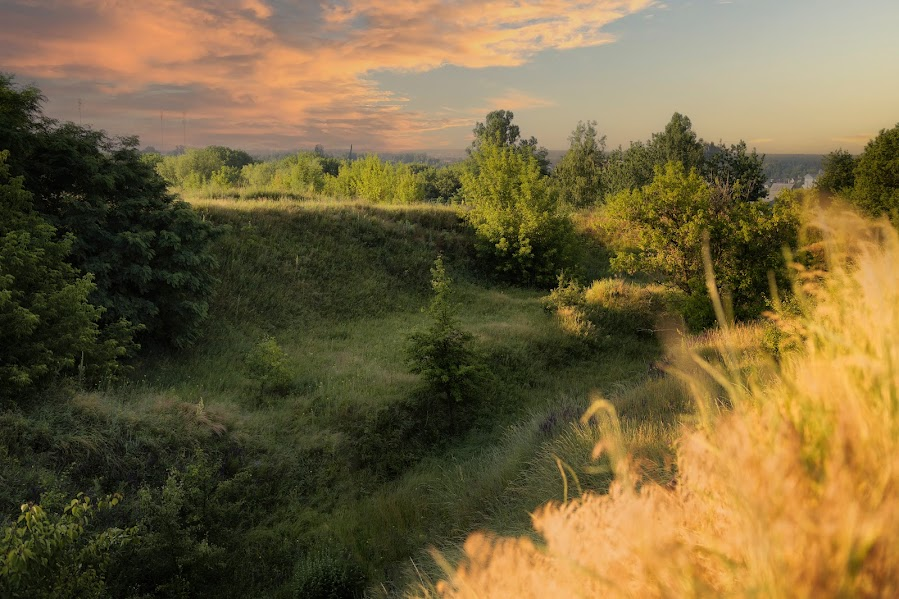

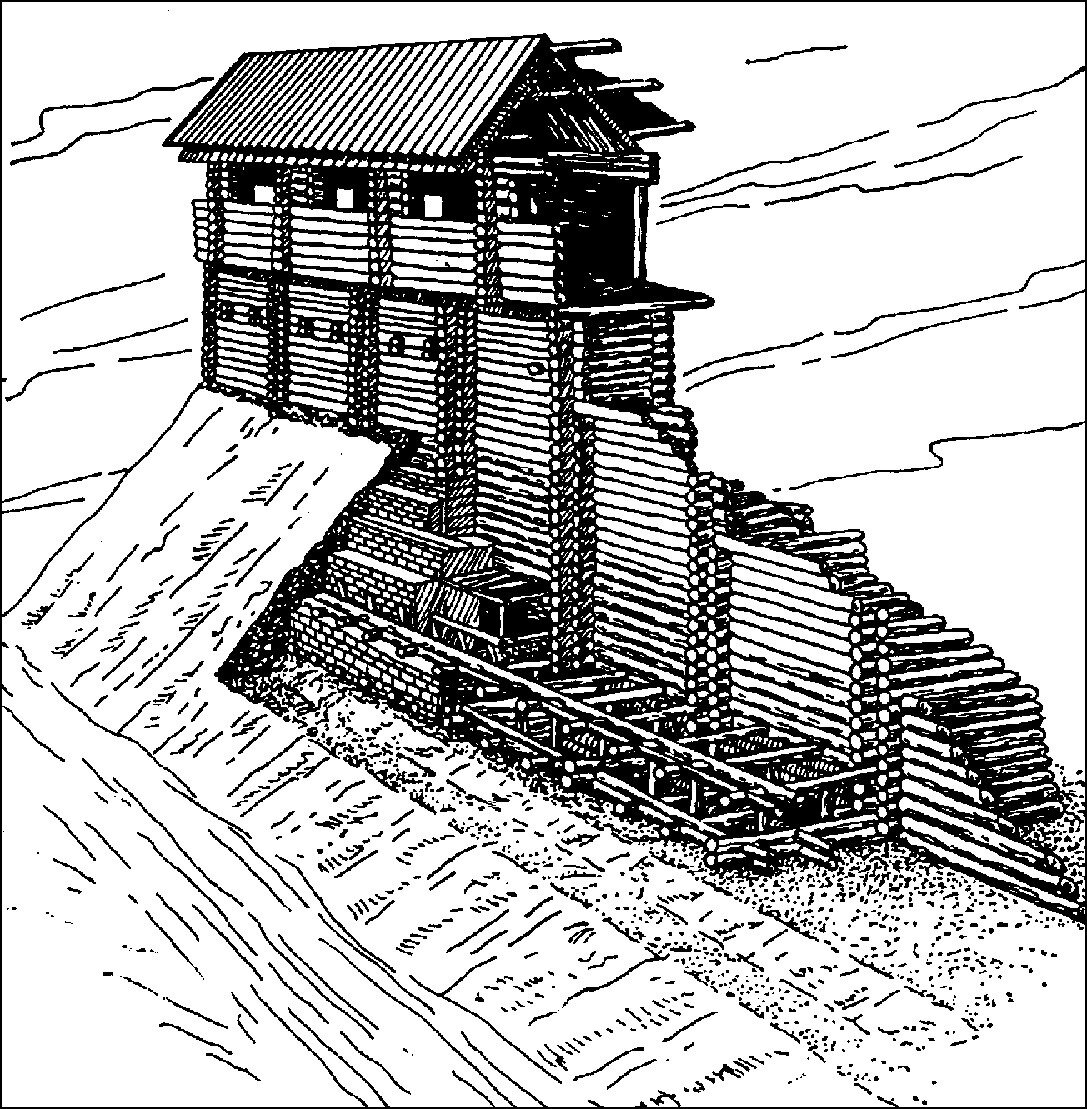

## Історія
На той час[який?] місто Білгород відігравало значну роль в обороні Києва. Воно стояло на шляху до столиці із заходу, було останнім укріпленим форпостом на підступах до столиці. За літописними повідомленнями з другої половини ХІ ст. Білгород часто фігурує в ролі князівської резиденції або місця, куди приходила військова підмога під час міжусобних війн за київський стіл.
Укріплення поділяли давнє місто на три райони — дитинець (найдавніша частина міста), північний та південний посади. Протяжність укріплень сягає близько 3 кілометрів. Висота стін дорівнювала 12 метрам та мала ширину понад 20 м.
За даними Іпатіївського літопису, князь Володимир в 991 році заклав місто Білгород «У рік 6500 [991] Володимир заклав город Білгород, і набрав у нього [людей] з інших городів, і багато людей звів у нього, бо любив він город сей.». Археологічні дослідження підтверджують, що саме в цей період Білгород розростається і стає великим містом площею близько 120 га.
Усередині валів знаходились трьохстінні зруби, засипані землею. З зовнішнього боку, тобто з боку ворога, до зрубів примикала дерев'яна конструкція, закладена сирцовою цеглою (необпалена цегла з глини). Усі ці споруди були засипані землею і обкладені дереном. На вершині валу знаходились вежі та стіна з бійницями.
Археологами були досліджені й такі важливі частини фортифікації давнього Білгорода, як потерни (потаємні підземні ходи) та в'їзні брами.
Така унікальна конструкція укріплень, як у Білгороді відома лише в двох літописних містах Київської Русі, а саме в Переяславлі та Василеві. Заснування вказаних форпостів та їхнє перетворення на великі давньоруські міські центри безумовно пов'язані з ім'ям князя Володимира Святославича.